# Mike Dierickx
Mike Dierickx född 20 februari 1973 i Antwerpen, Belgien. Han föddes med namnet Dirk Dierickx, men bytte namn till Mike år 2002. Mike är mer känd under sina pseudonymer M.I.K.E, Push och Plastic Boy och är en belgisk DJ och musikproducent. Hans mest kända låt heter "Universal Nation", men även "The Legacy" och "Strange World" är välkända. Dierickxs musikstil är primärt Progressive trance.

## Diskografi

### somPush

#### Album
- 2002 - Strange World
- 2004 - Electric Eclipse

#### Singlar
- 1999 - Cosmonautica
- 1999 - Till We Meet Again
- 1999 - Universal Nation 99'
- 2000 - Electro Fever
- 2000 - Strange World (2000 Remake)
- 2000 - The Legacy
- 2000 - Tranzy State Of Mind
- 2001 - The Legacy (2001 Remake)
- 2001 - Push vs. Sunscreem - Please Save Me
- 2002 - Journey Of Life
- 2002 - Strange World (2002 Remake)
- 2002 - Universal Nation 2002
- 2003 - Universal Nation 2003
- 2003 - Push vs. Globe – Tranceformation
- 2004 - Blue Midnight (Limited edition)
- 2004 - Electric Eclipse
- 2004 - R.E.S.P.E.C.T.
- 2006 - Strange World 2006 (Club Elite)
- 2008 - Universal Voice E.P. (Club Elite)
- 2008 - Impact E.P. (Club Elite)

### somPlastic Boy

#### Album
- 2005 - It's A Plastic World

#### Singlar
- 1998 - Twixt
- 1998 - Life Isn't Easy
- 1999 - Angel Dust
- 2000 - Can You Feel It
- 2001 - Silver Bath
- 2003 - Live Another Life
- 2004 - Twixt 2004
- 2005 - From Here to Nowhere
- 2008 - Rise Up/A New Life

### somM.I.K.E.

#### Album
- 2006 - The Perfect Blend
- 2007 - Moving On In Life

#### Singlar
- 1999 - Futurism
- 2000 - Sunrise At Palamos
- 2002 - M.I.K.E. vs. John '00' Fleming - Ice Cream
- 2003 - Turn Out The lights
- 2004 - Totally Fascinated
- 2004 - M.I.K.E. vs. Armin van Buuren - Pound
- 2004 - M.I.K.E. vs. Armin van Buuren - Intruder
- 2004 - M.I.K.E. vs John '00' Fleming - Dame Blanche
- 2005 - Massive Motion
- 2005 - Fuego Caliente
- 2006 - Voices From The Inside
- 2006 - Salvation
- 2006 - Strange World 2006 -
- 2006 - M.I.K.E. with Andrew Bennet - Into The Danger
- 2007 - Changes 'R Good
- 2008 - Nu Senstation
- 2008 - M.I.K.E. with Andrew Bennet - A Better World - The Mixes

### somSolar Factor
- 2001 - Deep Sonar
- 2002 - No Return
- 2002 - Urban Shakedown
- 2004 - Fashion Slam
- 2005 - Global Getaways
- 2005 - The Rising Sun

### Remixar
- Art Of Trance - Madagascar (Push Remix)
- Cygnus X - The Orange Theme (Push Remix)
- Mauro Picotto - Back To Cali (Push Remix)
- Moby - In This World (Push Vocal Mix)
- Rio Klein - Fearless (Push Remix)
- Sinéad O'Connor - Troy - Phoenix From The Flame (Push Remix)
- Sunscreem - Exodus (Push Remix)
- The Space Brothers - Everywhere I Go (Push Trancendental Remix)
- Yves DeRuyter - Music Non Stop (Push Remix)
- Robert Gitelman - Things 2 Say (M.I.K.E. Remix)
- The Gift - Love Angel (M.I.K.E. Remix)
- Armin Van Buuren - In And Out Of Love (Push Trancedental Remix)